# 2129-es mellékút (Magyarország)
A 2129-es számú mellékút egy csaknem harminc kilométeres hosszúságú, négy számjegyű mellékút Nógrád vármegyében, a Cserhát hegység belső részének egyik leghosszabb összekötő útja.

## Nyomvonala
A 2108-as útból ágazik ki, kevéssel annak 29. kilométere után, északkelet felé, Galgaguta területén. Néhány száz méter után keresztezi a Galga folyót, majd hamarosan átlép Bercel területére. Ott beletorkollik a 2138-as út északi irányból, Becske felől, körülbelül. 5,5 kilométer megtétele után. Ezután keletnek, sőt délkeletnek fordul, Vanyarc a következő települése, aminek központját 9,5 kilométernél éri el; ugyanott ágazik ki belőle a 2137-es út déli irányban, Kálló felé.
Szirák a következő, útjába érő település, amelynek központját 16,5 kilométer után éri el, észak felé ott ágazik ki belőle a Bérre vezető 21 149-es út, 17. kilométerénél keresztezi a Bér-patakot, majd 17,5 kilométer után beletorkollik dél felől a 21 151-es út, amely addigra majdnem 7 kilométer megtételén van túl, Héhalom és Egyházasdengeleg érintésével. Tizenkilencedik kilométere előtt átlép Kisbágyon területére, ennek központját a 21. kilométernél éri el; kevéssel ezután kiágazik belőle a 2136-os út déli irányban, Palotás felé, nem sokkal később pedig a Bujákra vezető 21 148-as út, északi irányban.
Szarvasgede területén, még a település előtt beletorkollik, pár méterrel a 25. kilométer után a 2109-es út, ami itt körülbelül 24,1 kilométernél jár és Aszódtól tart idáig. Szarvasgede központját az út a 25+900-as kilométer-szelvénye környékén éri el, ahol beletorkollik az Apcról érkező 2131-es út, 3,6 kilométer után, a 27. kilométere előtt pedig kiágazik belőle észak felé a 2128-as út, amely Kozárdra vezet. Jobbágyi területén ér véget, ahol körforgalmú csomóponttal csatlakozik a 21-es főúthoz, annak 18+400-as kilométer-szelvényénél; ugyanott ágazik ki, lényegében a 2129-es egyenes folytatásaként a Kisjobbágyi községrészre, majd onnan tovább Apcra vezető 2405-ös út.
Teljes hossza az országos közutak térképes nyilvántartását szolgáló kira.gov.hu adatbázisa szerint 29,846 kilométer.

## Települések az út mentén
- Galgaguta
- Bercel
- Vanyarc
- Szirák
- Kisbágyon
- Szarvasgede
- Jobbágyi

## Története
1934-ben a kereskedelem- és közlekedésügyi miniszter 70 846/1934. számú rendelete a teljes hosszában harmadrendű főúttá nyilvánította, a Galgaguta és Bercel közti szakaszát a Balassagyarmat-Aszód közti 206-os út részeként, a Berceltől a 21-es főútig tartó további szakaszát pedig 200-as útszámozással. Ugyanígy szerepel egy dátum nélküli, feltehetőleg 1950 körül készült térképen is.